# Folsav
A folsav B9-vitamin, M-vitamin. A folsav vízben oldódó vitamin. Nagyon fontos szerepe van a szervezetben, különösen a várandós anyáknál, mert a terhesség korai szakaszában a fejlődő embrió gerincét, a velőcsövet lezáró folyamat csak folsav jelenlétében hibátlan. Ezért várandósoknak mindenképpen ajánlott a folsav pótlása. A sejtek osztódása szempontjából nélkülözhetetlen vitamin.
Szerepe van még a fehérvérsejtek, vörösvértestek, vérlemezkék képzésében, az aminosavak, és nukleinsavak anyagcseréjében, de hozzájárul a gyomor-bélrendszer, és a szájnyálkahártya épségéhez is. A raktározott folsav teljes mennyiségének kb. fele található a májban. Az egészséges ember mintegy 5–15 mg folsavat raktároz szervezetében.
A folsav nevét a latin „folium” szó alapján kapta, melynek jelentése: levél. Ennek elsősorban pedig az az oka, hogy a folsav elsődleges forrásai a leveles zöldségek.

## Szükséglet
A folsav felszívódása a mesterséges készítményekből jobb, mint a természetes forrásokból. A folsavnak a sejtekbe történő felvételéhez és raktározásához B12 vitamin szükséges. A szervezet jó folsav-ellátottsága mellett elfedheti a B12-vitamin hiányában kialakuló tüneteket. Ez különösen vegetáriánus táplálkozás esetén lehet veszélyes.
Legjobb folsavforrásaink a máj, a leveles zöldségek (különösen a paraj), a gyümölcsök, és az élesztő. A túl nagy folsavbevitel csökkentheti a cink hasznosulását.
Napi 0,15 mg szükséges.

## A folsavhiány következtében kialakuló kórképek
- A folsavszükséglet vashiányos állapotban növekszik.
- A folsavhiány következtében kialakuló kórképek:

1. megaloblasztos anaemia (vérszegénység)
2. neurológiai zavarok (perifériás neuropathia, myelopathia, funikularis myelosis)
3. vegetatív zavarok
4. pszichiátriai zavarok (álmatlanság, ingerlékenység, feledékenység, depresszió; egyes kutatások kapcsolatot találtak a folsavhiány és az autizmus között is.[2])

## Magzatvédő vitamin
A terhesség során a magzat növekedését és fejlődését leginkább a sejtosztódás határozza meg, ezért a megfelelő mennyiségű folsav bevitele a DNS előállításában betöltött szerepe miatt rendkívül fontos.